# Charro (salmantino)

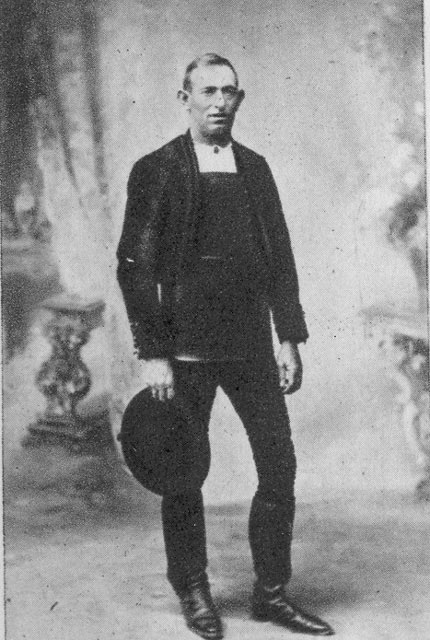
Aldeano salmantino.

Charro, en España, es el aldeano de la Provincia de Salamanca, específicamente los habitantes de la región llamada «charrería», hoy conocida como Campo Charro, que comprende Alba de Tormes, Alba de Yeltes, Vitigudino, Ciudad Rodrigo y Ledesma, aunque hoy en día se toma como gentilicio para todo los naturales de dicha provincia.
Los habitantes aldeanos de esta región eran percibidos antiguamente como gente ignorante, vulgar y ridícula por las élites urbanas por su forma extraña, grotesca y arcaica de hablar, por sus costumbres y por su forma estrafalaria de vestir, lo que los hacia objeto de burlas y desprecio en las ciudades. Por esta razón la gente los insultaba llamándolos «charros», un término despectivo sinónimo de paleto y rústico.

## Etimología

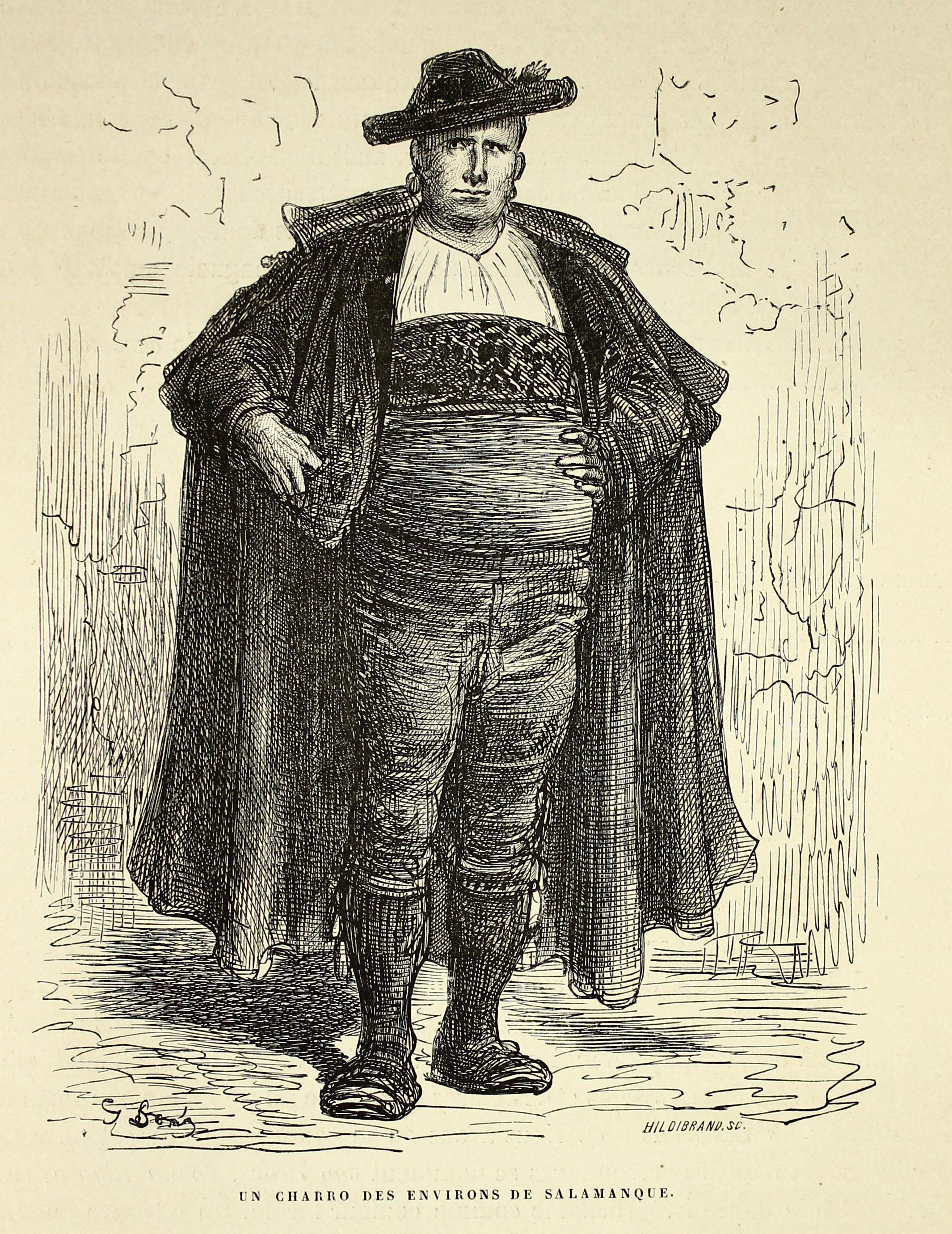
Aldeano de Salamanca (1874).

La etimología mas aceptada de la palabra «charro» es que proviene del euskera txar que significa malo, como sinónimo de basto, tosco, aldeano, de mal gusto.  El jesuita vasco Manuel de Larramendi, argumentó que, en efecto, la palabra era de origen vascuence y que significaba “cosa ruin, y despreciable”, y afirmó que se les llamaba así a los aldeanos por desprecio. A su vez, el historiador y filósofo catalán Antonio de Capmany, afirmaba que la palabra charro era de origen árabe y que originalmente significaba “malo, de la malicia moral y de costumbres”, y que pasó al castellano a significar “la malicia artística y del adorno”, así, algo “charro” es lo mismo que algo de mal gusto. Por el contrario, el lingüista salmantino Antonio Llorente argumentó que la palabra era de origen prerromana y significaba cerdo pues Salamanca era conocida como la «Tierra de los Cerdos» por la abundancia de estos.
Los registros más antiguos de la palabra «charro» datan del siglo XVI, y aparece como voz de las lenguas portuguesa y gallega, con una connotación peyorativa, sinónimo de necio, bruto, tonto, vil y despreciable. El bachiller castellano Vicente de Olea recopiló la palabra en su «Vocablos Gallegos Escuros» (1536) donde la define como «loco». Mientras que el paremiólogo español Hernán Núñez de Toledo la definió como sinónimo de «bobo» y especifica que es palabra de origen gallego en su obra «Refranes, o Proverbios en romance» (1555). El «Thesaurus Hispano-Latinus» de Valeriano Requejo lo definió como sordidae conditionis homuncio o «hombre de condición sórdida».
El primer registro en castellano aparecería hasta 1627 en el «Vocabulario de refranes y frases proverbiales» de Gonzalo Correas, basándose en los textos de Hernán Núñez, igualmente con una connotación peyorativa, sinónimo de tonto, sandio, necio o bruto. Más de cien años después, en 1729, la palabra sería incluida en el primer diccionario editado por la Real Academia Española, el Diccionario de Autoridades, donde sería definido como un adjetivo peyorativo usado para referirse a las personas provenientes del campo, aldeas o zonas rurales, sinónimo de paleto y rústico: 

“La persona poco culta, nada pulida, criada en lugar de poca policía. En la Corte, y en otras partes dan este nombre á cualquier persona de aldea”.

 En la primera edición del diccionario de la RAE publicado en 1780, se mantuvo esa definición original, definiendo la palabra como: “la persona basta y rústica, como suelen ser los aldeanos”, pero en esta edición agregarían una segunda acepción: “adjetivo que se aplica á algunas cosas demasiadamente cargadas de adorno y de mal gusto”. De tal manera, la palabra charro se usaba en el siglo XVIII como insulto o mote peyorativo para la gente del campo, sin importar procedencia, porque la gente del campo es considerada gente tosca, grosera, rústica y nada sofisticada; y a cosas recargadas de adornos y de mal gusto, sinónimo de chabacano y ridículo.
En la cuarta edición del diccionario en 1803, agregarían por primera vez la acepción: «el aldeano de tierra de Salamanca», pero como parte del suplemento. No sería sino hasta la quinta edición en 1817 que la incluirían como parte de una definición más ampliada del término: “El aldeano de tierra de Salamanca” o “La persona basta y rústica, como suelen ser los aldeanos” o «cosas recargadas de adornos y de mal gusto.»
Según los estudios de Antonio Llorente, la denominación gentilicia «charro» para los aldeanos salmantinos es muy reciente.

## Historia

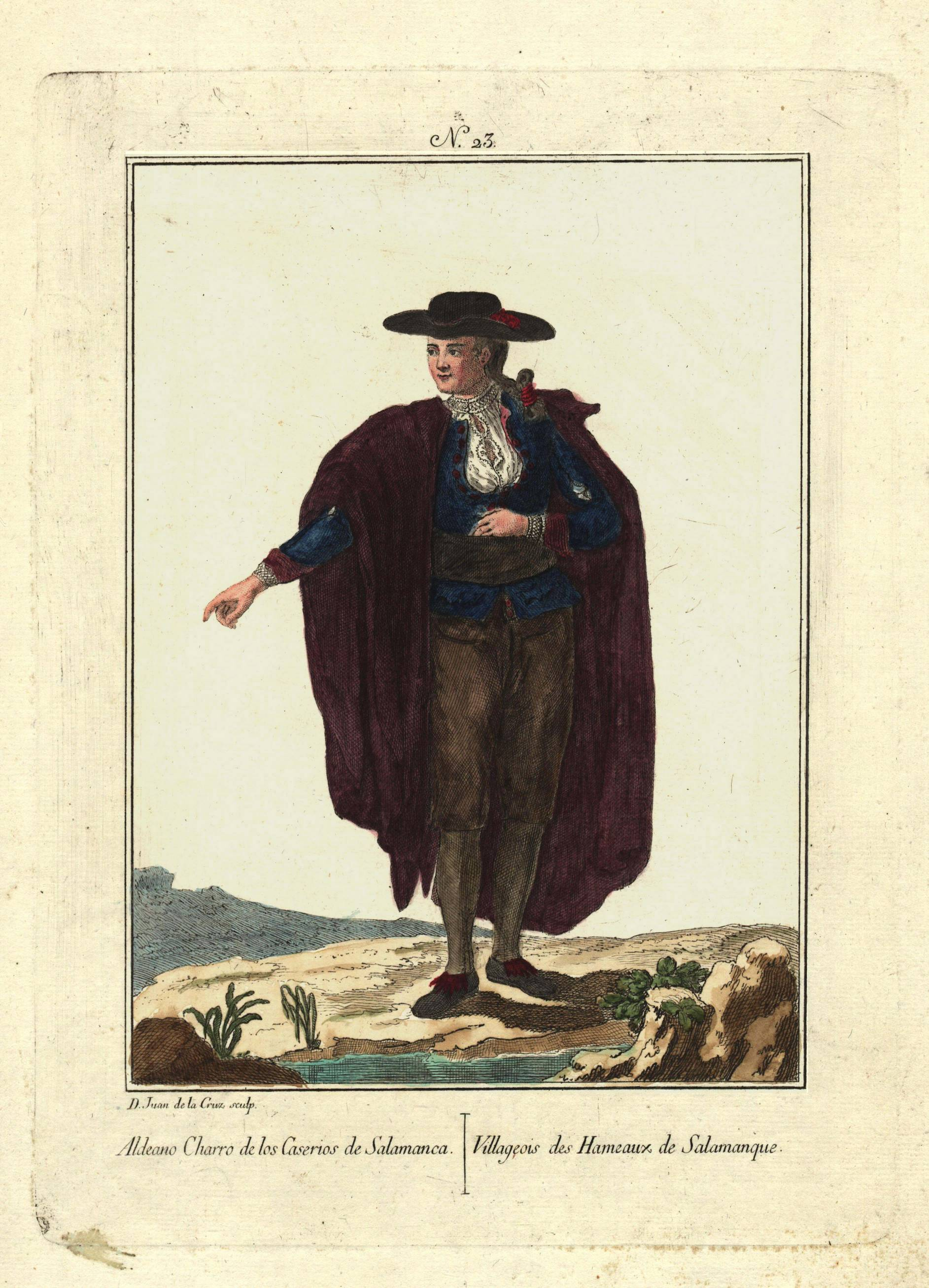
Aldeano salmantino (1777).

Los pobladores de esta región de la provincia de Salamanca eran antiguamente muy distintos de los demás habitantes de dicha provincia. Vivían retirados del resto de la población en casas aisladas y solitarias llamadas «montaracías» en las grandes dehesas que rentaban. Debido a que vivían alejados de la «civilización», también lo estaban de los cambios culturales y sociales que afectaban al resto del país y, por ende, hacia el siglo XVIII, mantenían ciertas costumbres y tradiciones, como el lenguaje y moda, que eran consideradas en ese entonces como bárbaras, vulgares y de mal gusto, en el resto del país, especialmente entre las élites españolas. Esto los hacía objeto de burlas y desprecio en las ciudades lo que llevó a que se les llamara, despectivamente, «charros», un adjetivo peyorativo sinónimo de paleto, chabacano, costumbres de mal gusto, rústico.
En las ciudades eran conocidos por su necedad e ignorancia, tanto, que contaban la historia de un aldeano salmantino que jamas había ido al teatro e ignoraba lo que era, y al presenciar una obra, no sabiendo distinguir entre la ficción y realidad, se levantó durante la función y le gritó al actor que hacía de «Rey», que no se dejara timar por el actor que hacía de «villano». También contaban de otro que había ido a una Universidad a presenciar una clase y le preguntaron sobre la experiencia, reclamando: tendrán estos Señores pocas obligaciones en sus casas cuando pasan el tiempo en estas cosas.
Se distinguían en los modos de hablar por el uso del voseo, el uso incorrecto de la gramática, y por el hablar un castellano antiguo pero corrompido y alterado por locuciones consideradas como «bárbaras». En cuanto a su aspecto, resaltaba la costumbre de llevar la cabellera, o guedejas, largas, y de raparse todo el cogote; su traje era considerado «extraño» por ser ya muy antiguo y, por lo tanto, arcaico. Esta costumbre de llevar la cabellera larga, que causó que se les llamara «charros guedejeños», y de vestir dicho traje antiguo, trataba de imitar a los castellanos antiguos, pero terminaba siendo ridículo y sumamente despreciable por haber «degenerado de aquellos».
Una convocatoria para un certamen poético para celebrar la consagración de la nueva catedral de Salamanca en 1736, llamaba a estos aldeanos a participar con su lenguaje rústico y afirma que en dicha provincia predomina lo «charro» o gustos y lenguaje de mal gusto: 

«En las Aldeas de Tierra de Salamanca, por una especie de antiperístasis predomina mucho lo charro; y la cultura suele estar mas en los barbechos, que en los modos de concebir, y maneras de hablar, de que son testigos el comioren, bebioren, cayoren etc. El gustillo se dexa conocer en las modas; por exemplo, en las de traer muy rapado el cogote, y las guedejas muy pobladas, y largas. No obstante, como la curiosidad nace sin cultivo, no se duda, que al estruendo de las Fiestas concurrirán à Salamanca numerosas tropas de charros, y charras, en que suele haver à burro por barba, y algunos de retén. Sobre la fábrica, y adorno de el Templo, como también sobre lo que observarán en las Fiestas, y concurso de gentes, no dexarán de decir cofas preciosas. Y para que todos las celebren, se pide à los Poétas una relación burlesca de sus preciosidades. En Quintillas, o en Serventesios, o en otro metro ad libitum.»

Respecto lenguaje vulgar de estos aldeanos, el sacerdote y lingüista salmantino, José de Lamano y Beneite, afirmó en su obra «El dialecto vulgar salmantino» (1915), que antiguamente, lo que hoy se conoce como «charro», se conocía con el mote «sayagués» incluyendo su dialecto vulgar: 

Lo que desde luego podemos asentar por cierto —y esto es lo que a nosotros interesa— es que el rústico, el aldeano salmantino, a quien hoy se llama charro, era conocido por el remoquete de sayagués [...]. Quede, ya para siempre, bien asentado que el dialecto sayagués, en nuestros escritores, es sinónimo de lo que hoy diríamos dialecto charro; tomando el todo por la parte. Y aquí el todo es el dialecto vulgar salmantino.

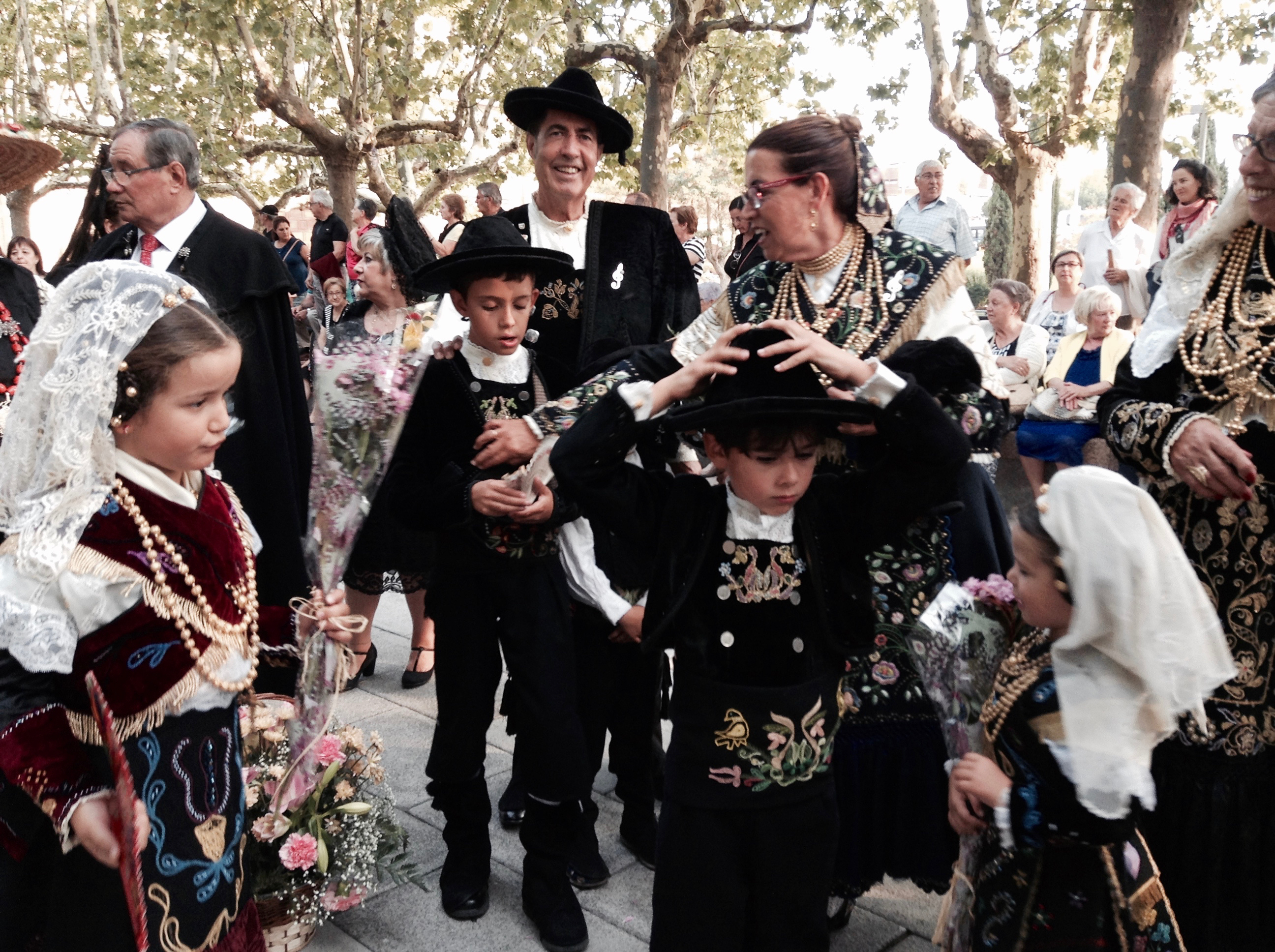
Salmantinos vestidos con el atuendo típico de la región.

Varias han sido las hipótesis etimológicas del término «charro». La más aceptada en la actualidad es que proviene del vascuence txar que significa malo. Por el contrario, Antonio Llorente afirmó que la palabra es de origen prerromana y que significa «cerdo», ya que estos abundan en la provincia y desde hace mucho tiempo, desde la época de los vetones, forman la base alimenticia de la población, lo que llevó a que la provincia fuera conocida como «Tierra de Cerdos». En las lenguas prerromanas, al cerdo se le llamaba «charro», al igual que en vasco se dice tsarri o tserri. Igualmente se conserva en murciano, ya que al cerdo también se le llama «charro». Por esta importancia del cerdo para Salamanca, se le llamó «Tierra de Cerdos» y a sus habitantes «charros», lo mismo que a Galicia es conocida como «Tierra de Mariscos» y a sus habitantes “mariscos” o a Malaga la «Tierra de los boquerones» y a los malagueños «boquerones».
Aunque hoy en día se denomina «charro» a todo natural de la provincia de Salamanca, esto es un error. El mismo Lamano tachó de erróneo llamar «charro» a todo aldeano o habitante de Salamanca, puesto que son solo los «habitantes de la comarca o región salamanquina, conocida con el nombre de charrería» o lo que hoy se conoce como «campo charro». Según Antonio Llorente, la denominación gentilicia «charro» para los aldeanos salmantinos y la denominación «campo charro» es muy reciente, no anterior al siglo XVIII. A esto, el filólogo gallego José Luis Pensado, agrega:

No hay más remedio que admitir que «charro» (voz portuguesa y gallega), usada en un refrán oído hacia 1540, según conjetura Bauza Brey, parece llevar una vida oscura hasta finales del primer tercio del siglo XVIII en dicha ciudad, y es probable que desde allí en esa época irradie a la Corte y otras regiones hispánicas, en donde se queda reducida a significar un "aldeano o rústico", mientras que en Salamanca va perdiendo carácter peyorativo, quedándose en simple designación del habitante del campo salmantino, sin malicia alguna.

Acerca de este cambio en el uso de dicha palabra para designar a todo el salmantino, el profesor Hector Medina Miranda, explica que se debe principalmente a que los «charros» de hoy en día ya no son esos antiguos aldeanos, pues, ellos y sus antiguos modos de vida han desaparecido, rechazados por ser considerados un «obstáculo para el progreso». Al desaparecer aquellos, se convirtieron en un símbolo regional colectivo y por esto, en la actualidad, la gran mayoría de los salmantinos sin importar si viven en el campo o la ciudad se autodenominan «charros».

## Evolución y uso del término «charro»
Si bien la palabra charro se originó como un término despectivo sinónimo de bobo, zafio, paleto, palurdo, rústico, de mal gusto, abigarrado; y en España pasó también a significar un gentilicio para el aldeano de Salamanca, está a ido evolucionando. Autoridades, académicos y sociedad civil salmantina han venido cabildeando para que se eliminen las acepciones peyorativas de «recargado de adornos» y «de mal gusto» del diccionario de la RAE, eliminando así por completo toda acepción despectiva restante, por considerarlas ofensivas y arcaicas para los habitantes de la provincia. Sin embargo, en la mayoría de Hispanoamérica el término aún conserva su connotación despectiva y negativa, como algo malo o de mal gusto. Por el contrario, en México el significado de la palabra es completamente opuesto, evolucionando desde el siglo XIX a significar el «jinete del campo» (el Ranchero), «magnífico jinete», «hábil vaquero», «diestro en el manejo del lazo», «elegante» y «guapo»; derivado del concepto favorable del ranchero mexicano, por su destreza ecuestre y vaquera.